# La vergine di Tripoli
La vergine di Tripoli (Slave Girl) è un film del 1947 diretto da Charles Lamont.

## Produzione
Il film era originariamente chiamato La fiamma di Tripoli e fu annunciato nell'aprile del 1946 con Yvonne De Carlo e George Brent in allegato, e fu scritto e prodotto dal team di Michael Fessiner ed Ernest Pagano, che aveva fatto lavorato  con la De Carlo nel film Fiamma dell'Ovest.
Il budget totale del film è stato di $ 1,6 milioni. Le riprese del film iniziarono il 18 luglio 1946. Dona Drake doveva apparire nel film ma si ammalò e fu sostituita da Lois Collier.
Parti del film sono state girate nel Paria Canyon e nel Coral Pink Sand Dunes State Park nello Utah.
Finite le riprese i dirigenti della Universal giudicarono il film malfatto da predisporre l'aggiunta perciò di un attore e narratore, in questo caso in sembianze di cammello, e di altre gag atte per trasformarlo in un film comico al livello di Hellzapoppin' che non prescindesse però dal genere avventura.
Al nuovo personaggio la voce fu prestata, nell'edizione originale, da un attore comico. Nell'edizione italiana, la stessa voce fu affidata invece al non meno famoso artista e attore comico Totò, che partecipò al suo unico doppiaggio di un film straniero effettuato durante la sua carriera.

## Botteghino
Il film è stato un successo al botteghino, guadagnando oltre $ 2 milioni negli Stati Uniti.
Su di esso il Los Angeles Times ha detto semplicemente che "Il film offre risate".